# Petr Malý
Petr Malý (* 1. června 1984) je bývalý český fotbalový záložník naposledy hrající za český klub FK Dukla Praha.

## Fotbalová kariéra
Odchovanec AC Sparta Praha se dostal do A-týmu v roce 2003. Díky přetlaku v záloze však odešel v roce 2004 na hostování nejprve do FK Králův Dvůr a o rok později do FK Dukla Praha, kam v létě 2008 přestoupil. V Dukle se mu dařilo, o 2 roky později postoupil s pražským celkem do 1. české ligy.
V přípravném zápase Dukly Praha s Táborskem 17. ledna 2014 po osmi minutách zkolaboval, upadl do bezvědomí. Po několika dnech v nemocnici byl propuštěn domů. Poté nemohl nějakou dobu trénovat a byl v Dukle v pozici vedoucího mužstva. V říjnu 2014 byl donucen kvůli zdravotnímu stavu (arytmogenní kardiomyopatie) ukončit hráčskou kariéru. 23. května 2015 nastoupil na symbolickou závěrečnou minutu do ligového zápasu proti FK Teplice za rozhodnutého stavu 5:1 pro Duklu, aby se mohl rozloučit s fanoušky a definitivně s profesionální kariérou.